# Pelagia Pająk
Pelagia Pająk (ur. 27 lutego 1931 w Łaziskach Średnich, zm. 6 kwietnia 2025) – polska inżynier rolnictwa i polityk, poseł na Sejm PRL IV, V i VI kadencji.

## Życiorys
Uzyskała tytuł inżyniera rolnictwa w Wyższej Szkole Rolniczej we Wrocławiu, po czym (w 1955) skierowano ją do pracy w państwowym gospodarstwie rolnym Siedlice-Pszczyna. Następnie zatrudniona była w innych PGR, przechodząc przez różne szczeble ścieżki zawodowej. Pełniła potem funkcje głównego zootechnika przy prezydium Powiatowej Rady Narodowej w Tychach i starszego inspektora oddziału produkcji zwierzęcej przy prezydium Wojewódzkiej Rady Narodowej w Katowicach. Przewodniczyła też Wojewódzkiej Radzie Kół Gospodyń Wiejskich w Katowicach. Zasiadała w prezydium Wojewódzkiego Związku Kółek Rolniczych, pełniła też funkcję wiceprzewodniczącej Wojewódzkiej Rady Kobiet. W 1965, 1969 i 1972 uzyskiwała mandat posła na Sejm PRL w okręgu Katowice. Przez trzy kadencje zasiadała w Komisji Rolnictwa i Przemysłu Spożywczego, której w trakcie IV i V kadencji była zastępcą przewodniczącego.

## Odznaczenia
- Odznaka Honorowa „Za Zasługi w Rozwoju Województwa Katowickiego”
- Odznaka 1000-lecia Państwa Polskiego (1966)[2]